# Cantonul Villeneuve-lès-Avignon
Cantonul Villeneuve-lès-Avignon este un canton din arondismentul Nîmes, departamentul Gard, regiunea Languedoc-Roussillon, Franța.

## Comune
- Les Angles
- Pujaut
- Rochefort-du-Gard
- Saze
- Villeneuve-lès-Avignon (reședință)